# Бальовци
Бальовци е село в Западна България. То се намира в община Ихтиман, Софийска област.

## География
Село Бальовци се намира в планински район.

## История
Селото се е образувало при бягството на дядо Бальо от Вакарел. Турските и черкезки набези били му дошли до гуша и той решил да се пресели. Намерил подходящо място и си построил къща, скрита от злонамерени погледи. Така се е появило Бальовци.

## Културни и природни забележителности
В местността Стария дъб има новопостроен параклис „Рождество Богородично“. Като местна забележителност може да се спомене и огромното разнообразие от вили и къщурки.